# Labdarúgás a 2020. évi nyári olimpiai játékokon
A 2020. évi nyári olimpiai játékokon a labdarúgótornákat 2021. július 23. és augusztus 8. között rendezték meg. A férfiak versenyében 16 csapat, míg a nőkében 12 küzdött meg a bajnoki címért.
A férfiaknál három túlkoros játékoson kívül csak 1997. január 1. után született sportolók szerepelhetnek. A nőknél nincs korlátozás.

## Selejtezők

### Férfi
| Esemény                                        | Dátum              | Helyszín               | Kvóta | Kvalifikált csapatok                                                          |
| ---------------------------------------------- | ------------------ | ---------------------- | ----- | ----------------------------------------------------------------------------- |
| Rendező                                        | –                  | –                      | 1     | Japán (JPN)                                                                   |
| 2019-es U21-es labdarúgó-Európa-bajnokság      | 2019. június 30.   | Olaszország San Marino | 4     | Franciaország (FRA) · Németország (GER) · Románia (ROU) · Spanyolország (ESP) |
| 2019-es Csendes óceáni selejtezőtorna          | 2019. október 5.   | Fidzsi-szigetek        | 1     | Új-Zéland (NZL)                                                               |
| 2019-es U23-as labdarúgó-Afrika-bajnokság      | 2019. november 22. | Egyiptom               | 3     | Egyiptom (EGY) · Elefántcsontpart (CIV) · Dél-afrikai Köztársaság (RSA)       |
| 2019-es U23-as labdarúgó-Ázsia-bajnokság       | 2020. január 26.   | Thaiföld               | 3     | Ausztrália (AUS) · Szaúd-Arábia (KSA) · Dél-Korea (KOR)                       |
| 2020-as férfi CONMEBOL olimpiai selejtezőtorna | 2020. február 9.   | Kolumbia               | 2     | Argentína (ARG) · Brazília (BRA)                                              |
| 2020-as férfi CONCACAF olimpiai selejtezőtorna | 2021 március 30.   | Mexikó                 | 2     | Honduras (HON) · Mexikó (MEX)                                                 |
| Összesen                                       |                    |                        | 16    |                                                                               |

### Női
| Esemény                                     | Dátum                               | Helyszín      | Kvóta | Kvalifikált csapatok                                      |
| ------------------------------------------- | ----------------------------------- | ------------- | ----- | --------------------------------------------------------- |
| Rendező                                     | –                                   | –             | 1     | Japán (JPN)                                               |
| 2018-as női Copa América                    | 2018. április 22.                   | Chile         | 1     | Brazília (BRA)                                            |
| 2018-as női OFC-bajnokság                   | 2018. december 1.                   | Új-Kaledónia  | 1     | Új-Zéland (NZL)                                           |
| UEFA: 2019-es női labdarúgó-világbajnokság  | 2019. július 7.                     | Franciaország | 3     | Hollandia (NED) · Nagy-Britannia (GBR) · Svédország (SWE) |
| 2020-as Afrika olimpiai selejtező           | 2020. március 11.                   |               | 1     | Zambia (ZAM)                                              |
| 2020-as CONCACAF olimpiai selejtező         | 2020. február 9.                    | USA           | 2     | Egyesült Államok (USA) · Kanada (CAN)                     |
| 2020-as Ázsia olimpiai selejtező            | 2020. március 11. 2021. április 13. |               | 2     | Ausztrália (AUS) · Kína (CHN)                             |
| Afrika és Dél-Amerika olimpiai pótselejtező | 2021. április 13.                   | Törökország   | 1     | Chile (CHI)                                               |
| Összesen                                    |                                     |               | 12    |                                                           |

## Éremtáblázat
(A táblázatokban a rendező nemzet sportolói eltérő háttérszínnel, az egyes számoszlopok legmagasabb értéke vagy értékei vastagítással kiemelve.)
| A 2020. évi nyári olimpiai játékok éremtáblázata labdarúgásban | A 2020. évi nyári olimpiai játékok éremtáblázata labdarúgásban | A 2020. évi nyári olimpiai játékok éremtáblázata labdarúgásban | A 2020. évi nyári olimpiai játékok éremtáblázata labdarúgásban | A 2020. évi nyári olimpiai játékok éremtáblázata labdarúgásban | Olimpia  |
| -------------------------------------------------------------- | -------------------------------------------------------------- | -------------------------------------------------------------- | -------------------------------------------------------------- | -------------------------------------------------------------- | -------- |
|                                                                | Ország                                                         | Arany                                                          | Ezüst                                                          | Bronz                                                          | Összesen |
| 1.                                                             | Brazília (BRA)                                                 | 1                                                              | 0                                                              | 0                                                              | 1        |
| 1.                                                             | Kanada (CAN)                                                   | 1                                                              | 0                                                              | 0                                                              | 1        |
|                                                                |                                                                |                                                                |                                                                |                                                                |          |
| 3.                                                             | Spanyolország (ESP)                                            | 0                                                              | 1                                                              | 0                                                              | 1        |
| 3.                                                             | Svédország (SWE)                                               | 0                                                              | 1                                                              | 0                                                              | 1        |
|                                                                |                                                                |                                                                |                                                                |                                                                |          |
| 5.                                                             | Egyesült Államok (USA)                                         | 0                                                              | 0                                                              | 1                                                              | 1        |
| 5.                                                             | Mexikó (MEX)                                                   | 0                                                              | 0                                                              | 1                                                              | 1        |
|                                                                |                                                                |                                                                |                                                                |                                                                |          |
| Összesen                                                       | Összesen                                                       | 2                                                              | 2                                                              | 2                                                              | 6        |

## Érmesek

### Férfi torna
| A 2020. évi nyári olimpiai játékok érmesei férfi labdarúgásban | A 2020. évi nyári olimpiai játékok érmesei férfi labdarúgásban | A 2020. évi nyári olimpiai játékok érmesei férfi labdarúgásban | A 2020. évi nyári olimpiai játékok érmesei férfi labdarúgásban |
| --- | --- | --- | -------------------------------------------------------------- |
| Arany | Ezüst | Bronz |                                                                |
| Brazília (BRA) | Spanyolország (ESP) | Mexikó (MEX) |                                                                |
| Santos Gabriel Menino Diego Carlos Ricardo Graça Douglas Luiz Guilherme Arana Paulinho Bruno Guimarães Matheus Cunha Richarlison Antony Brenno Dani Alves Bruno Fuchs Nino Abner Malcom Matheus Henrique Reinier Jesus Claudinho Gabriel Martinelli Lucão | Unai Simón Óscar Mingueza Marc Cucurella Pau Torres Jesús Vallejo Martín Zubimendi Marco Asensio Mikel Merino Rafa Mir Dani Ceballos Mikel Oyarzabal Eric García Álvaro Fernández Carlos Soler Jon Moncayola Pedri Javi Puado Óscar Gil Dani Olmo Juan Miranda Bryan Gil Iván Villar | Luis Malagón Jorge Sánchez César Montes Jesús Angulo Johan Vásquez Vladimir Loroña Luis Romo Carlos Rodríguez Henry Martín Diego Lainez Alexis Vega Adrián Mora Guillermo Ochoa Érick Aguirre Uriel Antuna José Joaquín Esquivel Sebastián Córdova Eduardo Aguirre Ricardo Angulo Fernando Beltrán Roberto Alvarado Sebastián Jurado |                                                                |

### Női torna
| A 2020. évi nyári olimpiai játékok érmesei női labdarúgásban | A 2020. évi nyári olimpiai játékok érmesei női labdarúgásban | A 2020. évi nyári olimpiai játékok érmesei női labdarúgásban | A 2020. évi nyári olimpiai játékok érmesei női labdarúgásban |
| --- | --- | --- | ------------------------------------------------------------ |
| Arany | Ezüst | Bronz |                                                              |
| Kanada (CAN) | Svédország (SWE) | Egyesült Államok (USA) |                                                              |
| Stephanie Labbé Allysha Chapman Kadeisha Buchanan Shelina Zadorsky Rebecca Quinn Deanne Rose Julia Grosso Jayde Riviere Adriana Leon Ashley Lawrence Desiree Scott Christine Sinclair Évelyne Viens Vanessa Gilles Nichelle Prince Janine Beckie Jessie Fleming Kailen Sheridan Jordyn Huitema Sophie Schmidt Gabrielle Carle | Hedvig Lindahl Jonna Andersson Emma Kullberg Hanna Glas Hanna Bennison Magdalena Eriksson Madelen Janogy Lina Hurtig Kosovare Asllani Sofia Jakobsson Stina Blackstenius Jennifer Falk Amanda Ilestedt Nathalie Björn Olivia Schough Filippa Angeldahl Caroline Seger Fridolina Rolfö Anna Anvegård Julia Roddar Rebecka Blomqvist Zećira Mušović | Alyssa Naeher Crystal Dunn Sam Mewis Becky Sauerbrunn Kelley O'Hara Kristie Mewis Tobin Heath Julie Ertz Lindsey Horan Carli Lloyd Christen Press Tierna Davidson Alex Morgan Emily Sonnett Megan Rapinoe Rose Lavelle Abby Dahlkemper Adrianna Franch Catarina Macario Casey Krueger Lynn Williams |                                                              |